# Hoge Brug (Maastricht)
Die Hoge Brug (Hohe Brücke) ist eine Fußgänger- und Radfahrerbrücke über die Maas in der niederländischen Stadt Maastricht. Sie verbindet den Stadtteil Centrum (Altstadt) mit dem Plein 1992 und dem Viertel Céramique, das am Ort der früheren keramischen Werke entstand. Sie steht zwischen der Sankt-Servatius-Brücke (Sint Servaasbrug), der ältesten Brücke der Niederlande, und der Kennedybrücke.
Die 261 m lange und 7,2 m breite Brücke überquert die Maas und den am linken Ufer entlangführenden Maasboulevard in über 10 m Höhe, um der Schifffahrt ausreichend Platz zu lassen. Sie ist über lange Treppen mit dem Straßenniveau verbunden. Die Treppen haben an beiden Seiten Rinnen für die Fahrräder. An beiden Ufern gibt es gläserne Aufzüge, die aber nicht, wie üblich, neben der Brücke stehen, sondern das Brückendeck mittig durchstoßen.

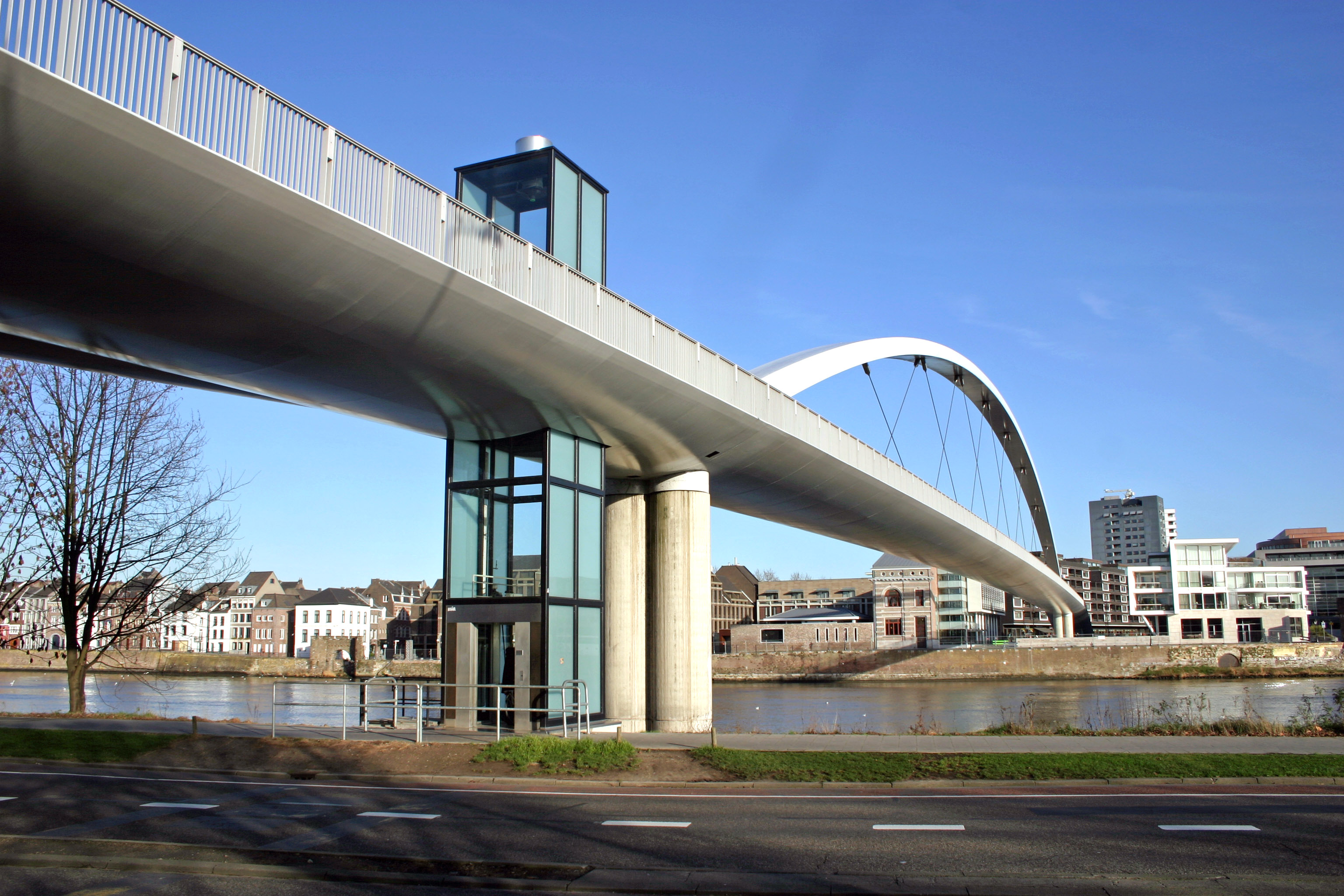
Westufer

Die Stabbogenbrücke hat einen großen, mittig angeordneten stählernen Bogen mit Hohlquerschnitt und einer Stützweite von 164 m, so dass ihre Pfeiler außerhalb des Wassers am Ufer stehen. Der Fahrbahnträger ist ein leicht nach oben gewölbter stählerner Hohlkasten mit einer abgerundeten, vollkommen glatten Unterseite. Die 14 Hänger bestehen aus 50 mm starken Drahtseilen.
Die Hoge Brug wurde vom Bureau Greisch entworfen und in der Zeit von 2002 bis 2003 ausgeführt.